# Heteropalpia sacra
Heteropalpia sacra är en fjärilsart som beskrevs av Otto Staudinger 1897. Heteropalpia sacra ingår i släktet Heteropalpia och familjen nattflyn. Inga underarter finns listade i Catalogue of Life.